# 敵対的生成ネットワーク
敵対的生成ネットワーク （てきたいてきせいせいネットワーク、英: Generative adversarial networks、略称: GANs）は、2014年にイアン・グッドフェローらによって発表された教師なし学習で使用される人工知能アルゴリズムの一種であり、ゼロサムゲームフレームワークで互いに競合する2つのニューラルネットワークのシステムによって実装される。

## 概要
GANsは生成ネットワーク（generator）と識別ネットワーク（discriminator）の2つのネットワークから構成される。例として画像生成を目的とするなら生成側がイメージを出力し、識別側がその正否を判定する。生成側は識別側を欺こうと学習し、識別側はより正確に識別しようと学習する。このように2つのネットワークが相反した目的のもとに学習する様が敵対的と呼称される所以である。
ヤン・ルカンは、GANsについて、「機械学習においてこの10年間で最も興味深いアイデア」（"This, and the variations that are now being proposed is the most interesting idea in the last 10 years in ML, in my opinion."）と評価している。

## データ拡張
GANの学習は不安定で膨大な量のデータを必要とする。その安定性を高めまたデータ量を補い汎化性能を高めるために、GANにおいてもデータ拡張が利用される。
ただしDiscriminator/Critic側のみにデータ拡張を行うとむしろ性能が低下することが知られている。これはDがデータ拡張の有無を判別に用いてしまい、それを騙すためにGがデータ拡張を模倣した出力を生成してしまうためと考えられている。これを避けるため、Generator出力にもデータ拡張を行うことで有効なデータ拡張が可能になる。

## 応用例
- アニメーションや実写風のイラストを自動生成[6]
- 実際に正装していなくても、身だしなみが整っているように会議に参加[7]
- サイバーセキュリティを向上させるためのデータの匿名化[8]

## 関連記事
- イアン・グッドフェロー:  Google科学者
- ヤン・ルカン: Facebook人工知能研究所所長
- DCGAN
- StyleGAN（英語版）
- CycleGAN
- ぱいどん - GANを用いたキャラクター生成の適用例。プロットにおいてもGANが用いられた。